# Motarzewo
Motarzewo (niem. Wallbruch) – wieś w Polsce położona w województwie zachodniopomorskim, w powiecie drawskim, w gminie Czaplinek nad rzeką Dobrzycą. W latach 1975–1998 miejscowość administracyjnie należała do województwa koszalińskiego. W roku 2007 wieś liczyła 74 mieszkańców. Miejscowość wchodzi w skład sołectwa Machliny, jedna z najmniejszych wsi gminy.
Wieś leży ok. 2,5 km na północny wschód od Machlin, nad rzeką Dobrzycą, ok. 300 m na północny wschód od jeziora Machliny Duże.
We wsi był przystanek kolejowy Motarzewo.